# Muzeum vitráží
Muzeum vitráží je muzeum ve vsi Libyně, což je část obce Lubenec. Muzeum je budováno v kostele svatého Jiljí. Exponáty jsou jednak samotná vitrážová okna, která postupně kostel zaplňují, dále kombinace keramiky a barevného skla, vitrážový strop a v neposlední řadě drobné vitrážové dekorace v bezprostředním okolí kostela. Mecenášem a odborným garantem tvorby muzea je firma Skloart. 

## Galerie

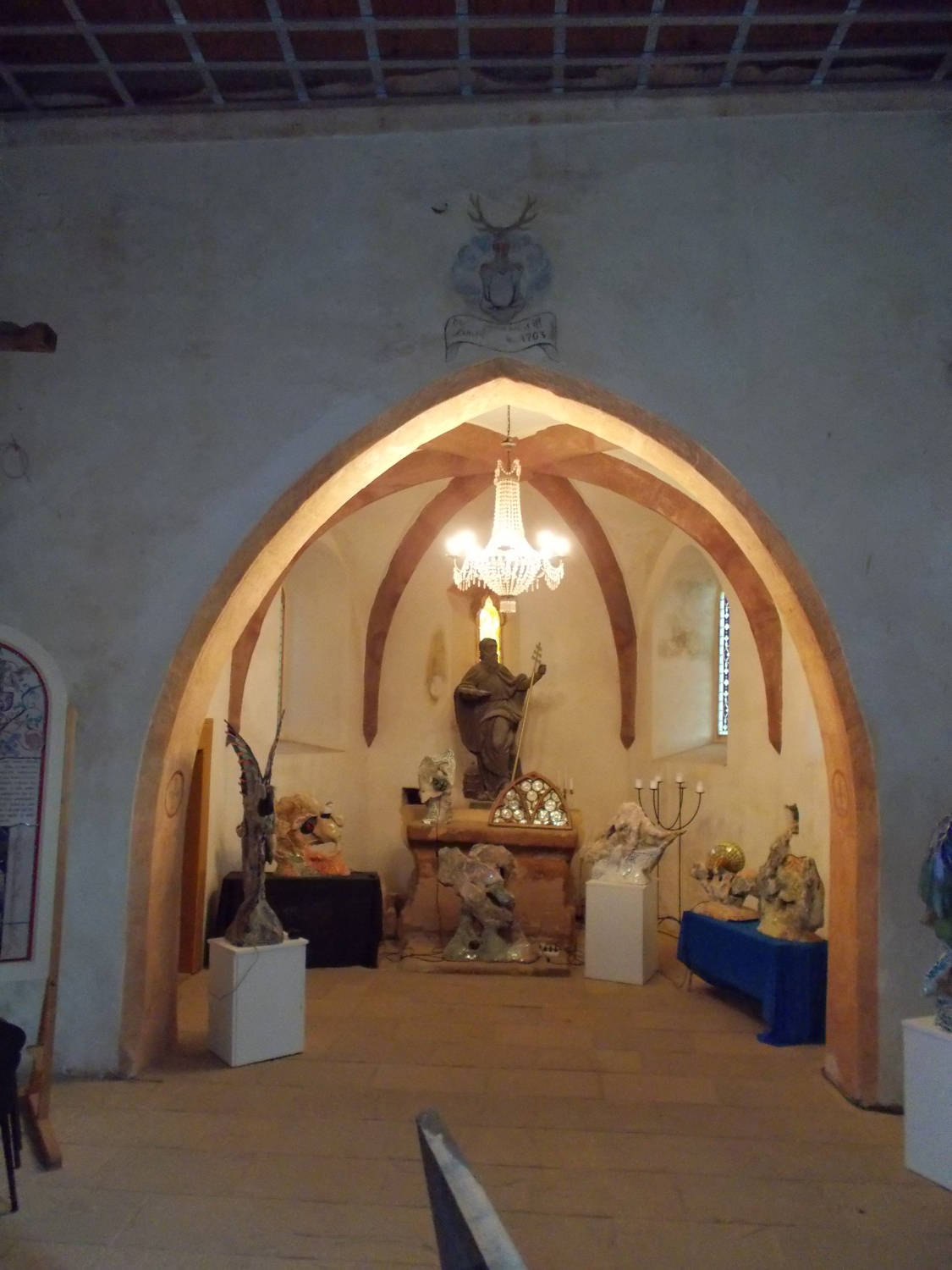
Sochy v presbyteriu
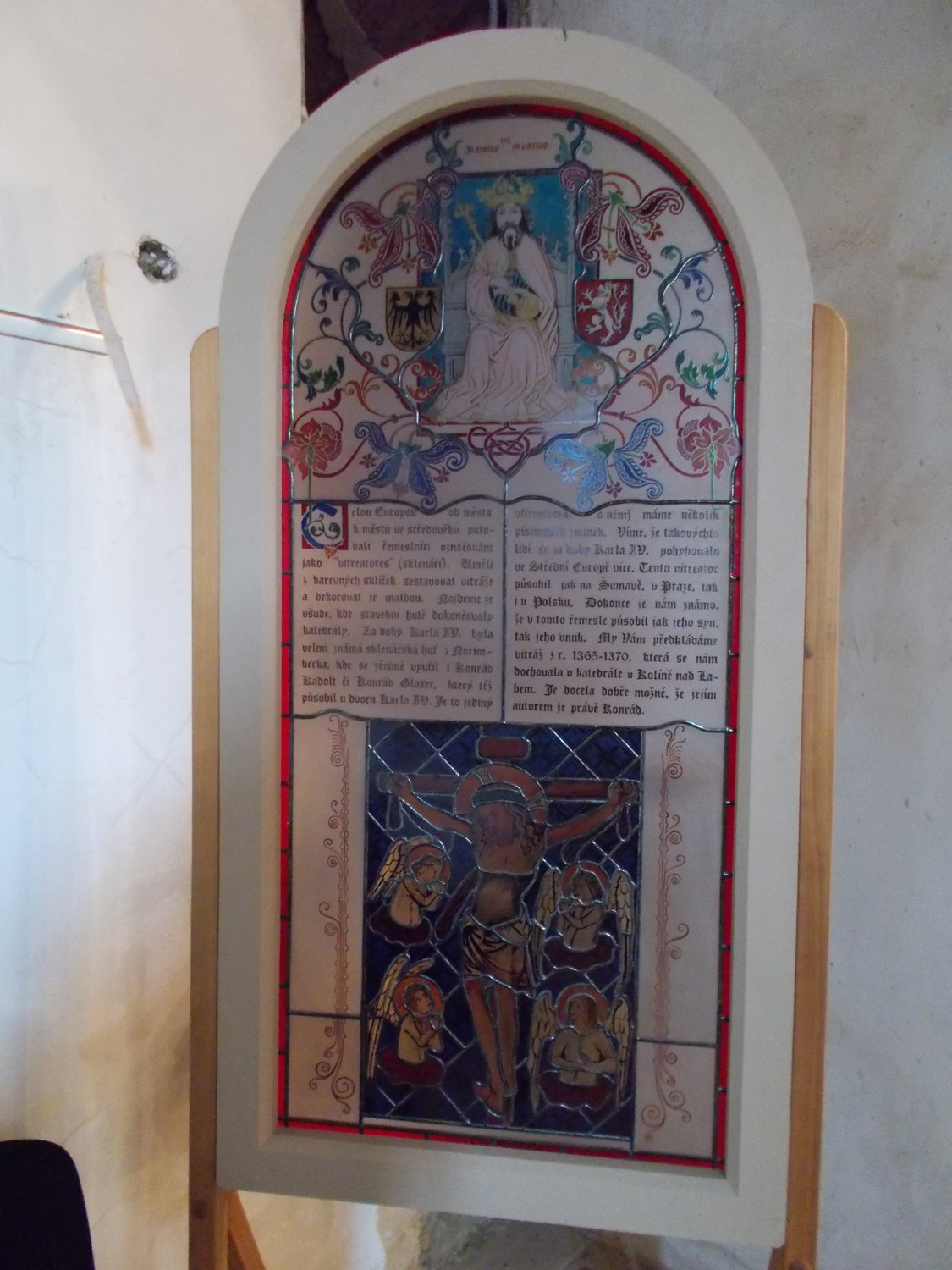
Informační vitráž
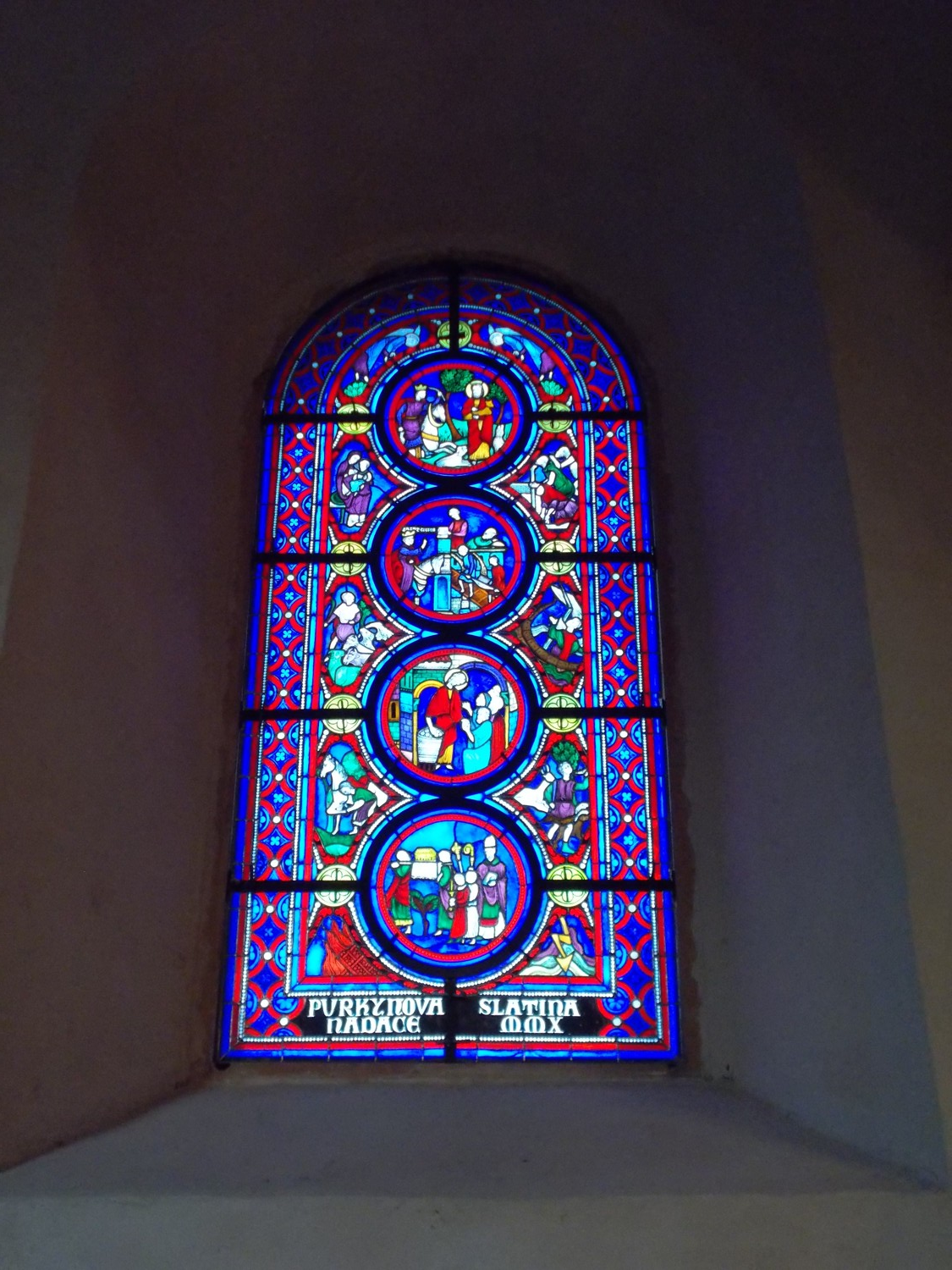
Vitráž inspirovaná katedrálou Notre-Dame v Chartres